# Juan Gabriel Calderón

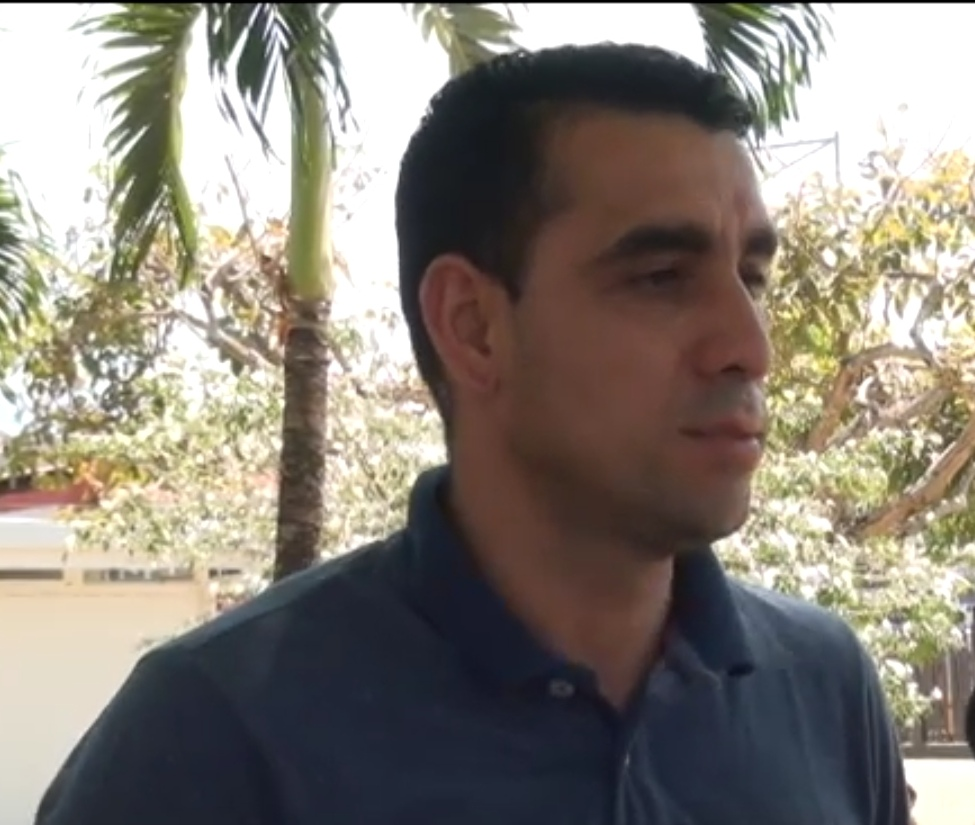
Juan Gabriel Calderón (2019)

Juan Gabriel Calderón Pérez (* 11. April 1987) ist ein costa-ricanischer Fußballschiedsrichter.
Calderón, der Spiele in der costa-ricanischen Primera División leitet, wurde auch im Spiel um die Súper Copa de Costa Rica 2020 und 2021 eingesetzt.
Seit 2017 ist er FIFA-Schiedsrichter und leitet internationale Fußballspiele.
Calderón wurde bislang bei drei CONCACAF Gold Cups eingesetzt. Er leitete jeweils zwei Gruppenspiele beim Gold Cup 2019 und beim Gold Cup 2023. Beim Gold Cup 2021 leitete er ein Gruppenspiel sowie das Halbfinale zwischen Katar und den Vereinigten Staaten (0:1).
Bei der U-20-Weltmeisterschaft 2023 in Argentinien pfiff Calderón zwei Gruppenspiele und ein Viertelfinale.
Zudem leitete er Spiele in der CONCACAF Champions League (acht Partien), in der CONCACAF-Qualifikation für die Weltmeisterschaft 2022 (zwei Spiele) sowie Freundschaftsspiele.